# Регина (музичка група)
Регина је југословенска и босанскохерцеговачка поп рок група, основана 1989. године у Сарајеву. До данас је издала 12 студијских албума, 2 компилације, 1 лајв и 3 ЕП-а. Представљала је Босну и Херцеговину на Евровизији 2009. пјесмом Бистра вода и у финалу се пласирала на 9. мјесто.
Оснивачи групе су били Александар Човић, Борис Милијаш, Бојан Милијаш и Горан Лучић. Први албум, Регина (1990), издали су након што су им се придружили вокал Давор Ебнер и бубњар Бојан Милићевић. Текстове за групу пише гитариста Александар Човић (познат и као Ацо Регина), а први узор им је био ирски U2. Регина је била популарна у СР БиХ и цијелој СФРЈ, а на тадашњој рок сцени је изникла као својеврстан насљедник Индекса и Бијелог дугмета. Због Рата у БиХ, Човић и Милићевић су групу између 1992. и 1999. водили у Београду; потом је, након једанаест албума, ипак распуштена.
Човић, Ебнер и Милићевић се поново окупљају 2006. године, а придружује им се басиста Денис Чабрић. Повратнички албум је био Све могу ја. Од 2007. до 2009. су били на сталној турнеји, уз 200 концерата широм Балкана; јула 2007. су отворили концерт Ролингстонса у Будви. Регина је потом представљала БиХ на Пјесми Евровизије гдје је Александар Човић добио престижну награду за најбољу композицију Еуросонга у Москви(2009);слиједе албуми Вријеме је (2009),Кад полудимо (2011), Калимеро (2014) и Лајв (2015), те поткрај 2015. илустрована монографија Љубав није за нас у којој је Човић представио историју групе.
Регина постаје трио 2016. године, након смрти басисте Чабрића, што им је био огроман губитак. Фебруара 2017. објавили су албум У срцу.
Године 2022. било је познато да Давор Ебнер више није члан бенда Регина. У оквиру зеничкогзимског фестивала Зе-адвенчер (Ze Adventure) / Студенград, у овом граду су 30. децем. бра 2022. године у измијењеној постави  са Александром Човићем као пјевачем.
Дана 14. фебруара 2023. године, изашла је нова пјесма групе Регина — објављена као АВ урадак отпремљен на Јутуб под насловом Опраштам ти. Фронтмен групе Регина Александар Човић  je представио нову пјесму и спот на шромоцији у Сарајеву
Регина je првог викенда у јулу 2023. године одржала велики концерт у Народном позоришту у Сарајеву на којем је Александар Човић, пјевач и аутор свих пјесама заједно са бендом и Сарајевском филхармонијом извео пјесме у новим аранжманима.

## Историја

### Оснивање и прва два албума (1989—1991)
Александар Човић, Борис Милијаш, Бојан Милијаш и Горан Лучић су оформили групу Регина 1989. године у Сарајеву (СР БиХ, СФРЈ). У почетку група није имала правог пјевача, али након објављеног огласа, неуспјешне аудиције и много плагијатора — појавио се Давор Ебнер из Конвоја. Човић је послије три мјесеца успио да са њим склопи уговор и сними прве звуке. Недуго послије овога Регини се придружио и Бојан Милићевић. Већ 1990. године група је објавила први албум под називом Регина. Аутор текстова и музике је био Александар Човић, инспирисан ирском групом U2. Хитови који су се издвојили са првог албума су пјесме Спавај, Не питај ме и Као некада она, за које су снимљени и спотови.
На просторима тадашње СР БиХ те потом и цијеле СФРЈ шесторка је на концертима почела да изводи све популарније пјесме. Регина је убрзо постала веома позната на Балкану, са симболичним слоганом првог албума „Ми нисмо Мерлин, ми смо Регина”. Критичари су сматрали да је нова група која је изникла на тадашњој рок сцени својеврстан насљедник легендарних Индекса и Бијелог дугмета; настала медијска еуфорија се звала „Региноманија”.
Године 1991. група је објавила други албум, Љубав није за нас. Истакле су се пјесме Љубав није за нас, Изгледала је мало чудно (обрада пјесме Бијелог дугмета) и Понекад пожелим.

### Распад, сљедећих девет албума и комплетно распуштање (1991—2000)
Регинина турнеја 1991/1992. карактеристична је по томе што су се концерти одржавали послије 22 ч у југословенским градовима у којима је тада био уведен полицијски час и по томе што је у питању посљедња велика турнеја једног музичког састава у бившој Југославији.
Због Рата у Босни и Херцеговини (1992—1995) група се распала, дјелимично. У раздобљу између 1992. и 1999. године, Александар Човић и Бојан Милићевић су водили групу у Београду. Издали су шест албума: Регина (1992), Отето од заборава (1994), Године лете (1994/1995), Ја нисам као други (1996), Кад затворим очи (1999) и Десет (2000). Поред овога изашла су и три рјеђе помињана албума: Једино оно што имам да дам (1993), Погледај у небо (1995) и Деведесете (1996).
Регина је у ратном раздобљу повремено добијала и губила нове чланове, а постојала је све док 2000. године Човић није започео соло каријеру; тада је бенд комплетно распуштен.

### Поновно окупљање и дванаести албум (2006—2007)
Године 2006. Александар Човић је обновио сарадњу са пјевачем Давором Ебнером и бубњаром Бојаном Милићевићем; група Регина бива поново оформљена. Тројци се убрзо придружио басиста Денис Чабрић, који је са Давором Ебнером претходно сарађивао на мање познатим пројектима.
Регина је исте године издала десети студијски (укупно дванаести) албум, Све могу ја. На овом албуму су се истакле ремикс пјесме Љубав није за нас (са истоименог другог албума; дует са македонском пјевачицом Еленом Ристеском) и Изгледала је мало чудно (такође са другог албума), као и Сама и Све могу ја за које су снимљени и спотови.

### Велика екс-ју турнеја (2007—2009)
Група је гостовала на српском радијском фестивалу Радија С. Као предгрупа, Регина је 9. јула 2007. године 30-минутним наступом отворила концерт легендарних Ролингстонса на плажи Јаз у Будви.
Од 2007. до 2009. године Регина је била на сталној турнеји. Састав је у овом раздобљу одржао преко 200 музичких концерата широм Балкана.

### Пјесма Евровизије и тринаести албум (2009)
Јавни сервис БХРТ је 12. јануара 2009. године објавио да је босанскохерцеговачки такмичар на Пјесми Евровизије 2009. у Москви група Регина, пјесмом Бистра вода. Пјесма је званично представљена 1. марта 2009.
Регина је извучена за наступ у првом полуфиналу, гдје је изводила посљедња (редни број 18). Уз још 9 земаља, група је 16. маја 2009. године успјела да се пласира у финале (као 3. такмичар у првој полуфиналној вечери), а након извођења са редним бројем 12 и сабирања гласова освојила је 106 поена односно у коначници заузела солидно 9. мјесто.
Пјевач Давор Ебнер је гласовима новинара проглашен за најбољег пјевача, док је пјесма Бистра вода понијела титулу најбоље пјесме на Евровизији 2009. Александар Човић је добио награду за најбољег композитора на Евровизији 2009. (енгл. Composer Award Marcel Becanzon).
Регина је 5. јуна 2009. године издала свој једанаести студијски (укупно тринаести) албум, Вријеме је. На овом албуму се уз евровизијску, енглеску и руску верзију пјесме Бистра вода нашло још десет нових пјесама, а највише су се истакле сљедеће три: Вријеме је, Бјежи док сам млад и Зваћу те пиле моје (посљедње двије са спотовима).

### Четрнаести албум (2011)
Дванаести студијски (укупно четрнаести) Регинин албум је изашао 2011. године и носи назив Кад полудимо. Пјесме које се могу издвојити су Кад полудимо (албум је представљен овим спотом, у којем се појавила београдска глумица Нина Јанковић), Птицо мала (дует са Младеном Војичићем Тифом, пјевачем Бијелог дугмета) и На Балкану.

### Заокрет у каријери (2014)
Синглови Калимеро и Затупи, заглупи су изашли 2014. године на ЕП-у Калимеро. Овај мини-албум Регина је окарактерисала као „заокрет у досадашњој каријери”, јер су до тада умјерен физички изглед промијенили и ради симболичног приказа стварности се обукли као циркусанти.

### Петнаести албум и монографија (2015)
Петнаести Регинин албум је Лајв, на којем су се између осталог нашли уживо изведени хитови насловљени Медли, Љубав није за нас, Бјежи док сам млад и Интро и Калимеро.
Регина је 18. децембра 2015. године објавила своју монографију под називом Љубав није за нас. Аутор Александар Човић је у добро илустрованој књизи забиљежио цјелокупну историју Регине, од њеног оснивања 1989. па све до 2015. године.
Александар Човић и Давор Ебнер постали су чланови црногорског друштва за заштиту ауторских права ПАМ.

### Трио (2016)
Бивши члан групе, басиста Денис Чабрић, преминуо је 17. августа 2016. године од срчаног удара док је био на породичном одмору у Хрватској. Имао је 49 година. Губитак сталног члана нове Регине био је шок за групу и самог Човића.

### Шеснаести албум (2017)
Претпосљедњи објављен Регинин албум изашао је 10. фебруара 2017. године и носи назив У срцу. Мастерован је у Тенесију и има 12 пјесама, међу њима и За оне старе дане (пјесма којом је најављен албум, са Регином као уличним свирачима у Паризу), Водим те на једно мјесто и Зуб за зуб.

### Седамнаести албум, промотивна турнеја и новогодишњи наступ (2018)
Посљедњи објављен Регинин албум изашао је 12. децембра 2018. године и има име Регина 2018. Рађен је у договору са Хајат продукцијом и садржи 14 пјесама, међу њима и Зуб за зуб, Немој да ме дираш, Гори све под нама, За оне старе дане, Горе горе горе, Лавице бијела, Ти си ми ту, Како ти је кад те питају за мене, Године, Водим те на једно мјесто. Представљен је у Колосеум клубу, уз мини-концерт.
Најавили су и промотивну турнеју те новогодишњи наступ.

### Концерт (2019)
На представљању новог албума 2018, Регина је најавила велики концерт у Сарајеву сљедеће године. У питању је био концерт поводом Дана независности БиХ одржан на градском тргу, као дио првог свечаног обиљежавања овог празника на отвореном.

### Ебнер напушта бенд (2021/22); Концерт (2022);Опраштам ти&Добро је, концерти (2023)
Године 2022. било је познато да Давор Ебнер више није члан бенда Регина. У оквиру зеничког зимског фестивала Зе-адвенчер (Ze Adventure) / Студенград, у овом граду су 30. децембра 2022. године у измијењеној постави (први пут са женским чланом групе, Медином) одржали солистички концерт на градском тргу; предгрупа им је био рок-бенд Грувер. Сада је Човић вокал осим што је гитариста; на поменутом концерту је представио чланове те поставе: бубњар Адо; гитариста Исмир Мусић; гитариста Сањо; даириста и бек-вокал Ален Милићевић; вокал и бек-вокал Медина.
Дана 14. фебруара 2023. године, изашла је нова пјесма групе Регина — објављена као АВ урадак отпремљен на Јутуб под насловом Опраштам ти. Фронтмен групе Регина Александар Човић 7. јула 2023. године у ТВ програму Прве, рекао је да је пјесмом Опраштам ти најављен нови албум који предстоји текуће године и уживо извео ту пјесму — пјесма Добро је је као и претходна премијерно објављена као АВ урадак отпремљен на Јутуб, 30. јуна 2023. године; у истом програму, Човић је изјавио да је Регина првог викенда у јулу 2023. године одржала концерт у Сарајеву (са Сарајевском филхармонијом) те концерт у Бањалуци, као и да предстоје локални и регионални концерти током љета и јесени.

### Концерт (2023)
У октобру 2023. године "Регина" је са Филхармонијом одржала велики концерт у МТС дворани, у оквиру своје турнеје под називом "Кад полудимо".

## Стил
Регина је испрва пратила класични поп жанр. Када су 1990. године започињали каријеру као гаражни бенд, како сам Ебнер каже, били су предгрупа сарајевским алтернативним бендовима; за само пола године су имали концерте пред више хиљада људи. Пратећи као узор популарни U2, који има препознатљив звук и нагласак ставља на мелодичне инструментале и експресивне вокале, Регина је развила за свој регион релативно нов стил. По ријечима фронтмена, група је хтјела да се одмах у почетку ослања на квалитетну музику.
Током каријере су наставили да мијењају стил, укључујући пјесму Бистра вода те скорашњи рад (албум У срцу), али љубавна и емотивна тематика те у сржи суморан изражај карактеристичан за поднебље остали су присутни елементи. Албумом У срцу (2017) Регина је донијела извјесну зрелост у свој репертоар.
Чланови бенда неријетко истичу да им је публика најважнији мотив и циљ.

## Контроверзе
Прије него што је Регина изабрана да представља БиХ на Пјесми Евровизије 2009, хит Бистра вода је био споран јер се сумњало да је плагијат Лесендрићеве пјесме Олтар (коју је компоновао министар Млађан Динкић). Лесендрић и Динкић су истицали да Бистра вода личи на Олтар, а Александар Човић је демантовао да је ријеч о плагијату тврдећи да није разматрао ову пјесму при писању своје. Како год, Динкић је групи пожелио срећу у Москви али да га се наведе као коаутора, што је Ацо Регина одбио. Стручњаци су утврдили да пјесма, иако је веома слична, ипак није плагијат или кршење ауторских права.

## Састав

### Садашњи чланови
1. Александар Човић (вокал, гитариста, бек-вокал, аутор музике и текстова, продуцент; 1989—1991, 1991—2000, 2006—2021, 2021—данас)[1][5][39][40]
2. Медина ? (вокал, бек-вокал; 2022—данас)
3. Адо ? (бубњар; 2022—данас)
4. Исмир Мусић (гитариста; 2022—данас)
5. Сањо ? (гитариста; 2022—данас)
6. Ален Милићевић
(даириста, бек-вокал, бубњар; 2022—данас)
7. Бојан Милићевић (бубњар; 1989—1991, 1992—1994, 1999—2000, 2006—?)[1][5]

### Бивши чланови
1. Давор Ебнер (пјевач/вокал; 1989—1991, 2006—2021)[1][5][39][40][41]
2. Денис Чабрић (басиста, преминуо; 1999—2000, 2006—2016)[1][4][5][6]
3. Борис Милијаш (басиста; 1989—1991, 1992—1994)[1][2][7]
4. Бојан Милијаш (клавијатуриста; 1989—1991)[1][2]
5. Горан Лучић (гитариста; 1989—1991)[1][2][8]
6. Самир Шестан (оргуљаш; 1991)[1]
7. Дејан Лисјак (клавијатуриста; 1992)[1]
8. Влада Чанак (басиста; 1992)[1]
9. Др Кул (бубњар; 1992)[1]
10. Пахуља (гитариста; 1993—2000)[1]
11. Стеван Витас (клавијатуриста; 1993?, 1994—1998)
12. Никола Миљковић (клавијатуриста; 1994—1998)[1]
13. Горан Калајџић (гитариста; 1996, 1998—2000)[1]
14. Влада Новичић (басиста; 1996)[1]
15. Жуле (бубњар; 1998—2000)[1]
16. Игор Стефановић (бубњар; 1999)[1]
17. Трле/Трца (басиста; 2000)[9]

## Дискографија

### Албуми

#### Студијски албуми
| №               | Назив                | Трајање |  |
| 1.              | Спавај (А1)          | 3:45    |  |
| 2.              | Не питај ме (А2)     | 3:50    |  |
| 3.              | Остаћу сам (А3)      | 3:30    |  |
| 4.              | Минијатура (А4)      | 1:40    |  |
| 5.              | Да ли знаш (А5)      | 4:30    |  |
| 6.              | Као некад она (Б1)   | 3:10    |  |
| 7.              | Господе (Б2)         | 3:40    |  |
| 8.              | Регина (Б3)          | 2:25    |  |
| 9.              | Задњи дан (Б4)       | 2:55    |  |
| 10.             | Бацићу звијезде (Б5) | 3:45    |  |
| Укупно трајање: | Укупно трајање:      | 33:10   |  |

| №               | Назив                                                                       | Трајање |  |
| 1.              | Љубав није за нас (А1)                                                      | 3:50    |  |
| 2.              | Изгледала је мало чудно (А2; У капуту кројеном без везе; н: Горан Бреговић) | 3:28    |  |
| 3.              | Понекад пожелим... (А3)                                                     | 4:02    |  |
| 4.              | Не даш ми заборав (А4)                                                      | 4:40    |  |
| 5.              | Кунем се (Б1)                                                               | 3:26    |  |
| 6.              | Само бол је остала (Б2)                                                     | 3:15    |  |
| 7.              | А тебе нема (Б3)                                                            | 3:18    |  |
| 8.              | Не желим крај (Б4)                                                          | 3:30    |  |
| 9.              | Нижу се дани (Б5)                                                           | 4:05    |  |
| Укупно трајање: | Укупно трајање:                                                             | 33:34   |  |

| №               | Назив                        | Трајање |  |
| 1.              | Ти си гроб (А1)              | 2:58    |  |
| 2.              | Пушимо (А2)                  | 2:23    |  |
| 3.              | Господе (А3)                 | 3:00    |  |
| 4.              | А тебе нема... (А4)          | 3:03    |  |
| 5.              | Мани се (А5)                 | 3:22    |  |
| 6.              | Граде мој (Б1; Сарајево ’92) | 2:55    |  |
| 7.              | Нико никада (Б2)             | 3:37    |  |
| 8.              | Једино моје (Б3)             | 2:55    |  |
| 9.              | Јелена (Б4)                  | 3:00    |  |
| Укупно трајање: | Укупно трајање:              | 27:13   |  |

| №               | Назив                                            | Трајање |  |
| 1.              | Кад пожелиш (А1)                                 | 4:39    |  |
| 2.              | Медене цурице (А2)                               | 3:47    |  |
| 3.              | Заборави (А3)                                    | 4:01    |  |
| 4.              | Једино оно што имам да дам (А4; н: Мајкл Џексон) | 4:03    |  |
| 5.              | Нисам више твој (Б1)                             | 3:52    |  |
| 6.              | Ти знаш (Б2)                                     | 3:50    |  |
| 7.              | Ружо моја (Б3)                                   | 4:01    |  |
| 8.              | Грлица (Б4)                                      | 4:15    |  |
| Укупно трајање: | Укупно трајање:                                  | 32:28   |  |

| №               | Назив                     | Трајање |  |
| 1.              | Без тебе (А1)             | 4:10    |  |
| 2.              | Године лете (А2)          | 3:18    |  |
| 3.              | Не требају мени паре (А3) | 3:30    |  |
| 4.              | Касно је (А4)             | 3:17    |  |
| 5.              | Не могу ми помоћи (Б1)    | 2:40    |  |
| 6.              | Кад љубит’ не смијем (Б2) | 4:05    |  |
| 7.              | Кад ме сан превари (Б3)   | 4:16    |  |
| 8.              | Лик из бајке (Б4)         | 4:10    |  |
| Укупно трајање: | Укупно трајање:           | 29:26   |  |

| №               | Назив                              | Трајање |  |
| 1.              | Погледај у небо (А1; Мирис даљине) | 3:47    |  |
| 2.              | Желим да будем твој брат (А2)      | 3:52    |  |
| 3.              | Мамци (А3)                         | 3:37    |  |
| 4.              | Јутро (А4)                         | 2:44    |  |
| 5.              | Нестајем (Б1)                      | 5:32    |  |
| 6.              | Прљава посла (Б2)                  | 2:44    |  |
| 7.              | Крадем ти осмијехе (Б3)            | 3:12    |  |
| 8.              | Да ли знаш (Б4)                    | 2:44    |  |
| Укупно трајање: | Укупно трајање:                    | 28:12   |  |

| №               | Назив                                                            | Трајање |  |
| 1.              | Иста си к’о друге (т: Снежана Вукомановић; м: Мирко Вукомановић) | 3:12    |  |
| 2.              | Раде, шта нам жене раде (т: Милан Бојанић; м: Мирко Вукомановић) | 3:19    |  |
| 3.              | Ја нисам као други                                               | 3:26    |  |
| 4.              | Жена без имена                                                   | 3:39    |  |
| 5.              | Или ти или ја                                                    | 3:51    |  |
| 6.              | Ја не желим да ти чујем глас                                     | 3:38    |  |
| 7.              | Не плачи                                                         | 3:48    |  |
| 8.              | Заборавићу те (т: Снежана Вукомановић; м: Мирко Вукомановић)     | 3:43    |  |
| 9.              | Пусти да пробам                                                  | 3:10    |  |
| 10.             | Ти си ми била нај (т, м: Индекси)                                | 3:28    |  |
| 11.             | Стварно добро је                                                 | 3:22    |  |
| 12.             | Није то за мене                                                  | 2:29    |  |
| Укупно трајање: | Укупно трајање:                                                  | 41:05   |  |

| №               | Назив                   | Трајање |  |
| 1.              | Никада                  | 3:59    |  |
| 2.              | На један дан            | 4:15    |  |
| 3.              | Марина                  | 3:46    |  |
| 4.              | Ништа није остало       | 4:50    |  |
| 5.              | Само једном када ноћ... | 4:59    |  |
| 6.              | Ништа више              | 4:04    |  |
| 7.              | Гдје си сада ти         | 4:22    |  |
| 8.              | Како да ти јавим        | 2:27    |  |
| 9.              | Да родим се још једном  | 3:33    |  |
| 10.             | Кад затворим очи        | 3:57    |  |
| Укупно трајање: | Укупно трајање:         | 40:12   |  |

| №               | Назив                                              | Трајање |  |
| 1.              | Сама (А1; Опрости ми)                              | 3:34    |  |
| 2.              | Бацићу звијезде (А2)                               | 3:43    |  |
| 3.              | Ружо моја (А3)                                     | 4:09    |  |
| 4.              | Љубав није за нас (А4)                             | 4:18    |  |
| 5.              | На један дан (А5)                                  | 4:17    |  |
| 6.              | Не питај ме (Б1)                                   | 3:57    |  |
| 7.              | Само једном када ноћ (Б2)                          | 4:38    |  |
| 8.              | Гдје си сада ти (Б3)                               | 4:14    |  |
| 9.              | Све бих дао да знам (Б4)                           | 2:46    |  |
| 10.             | Жалиће (Б5; Кад ме крај ње не буде)                | 2:58    |  |
| 11.             | Никада (ЦД — ЈВП Фертриб АГ)                       | ?:??    |  |
| 12.             | Ја не желим да ти чујем глас (ЦД — ЈВП Фертриб АГ) | ?:??    |  |
| 13.             | Дом (ЦД — ЈВП Фертриб АГ)                          | ?:??    |  |
| Укупно трајање: | Укупно трајање:                                    | 38:34   |  |

| №               | Назив                                  | Трајање |  |
| 1.              | Сама                                   | 3:47    |  |
| 2.              | Све могу ја                            | 3:53    |  |
| 3.              | Љубав није за нас (сг: Елена Ристеска) | 4:15    |  |
| 4.              | Не питај ме                            | 4:21    |  |
| 5.              | Изгледала је мало чудно                | 3:52    |  |
| 6.              | Ником те не дам                        | 4:04    |  |
| 7.              | На један дан                           | 4:14    |  |
| 8.              | Кад пожелиш                            | 3:54    |  |
| 9.              | Једино моје                            | 4:07    |  |
| 10.             | Кад затворим очи                       | 4:02    |  |
| Укупно трајање: | Укупно трајање:                        | 40:29   |  |

| №               | Назив                                           | Трајање |  |
| 1.              | Зваћу те пиле моје                              | 3:52    |  |
| 2.              | Бјежи док сам млад (м: Мирко Вукомановић)       | 4:19    |  |
| 3.              | Бистра вода                                     | 3:04    |  |
| 4.              | Бијеле зоре                                     | 5:18    |  |
| 5.              | Пази где спаваш                                 | 3:49    |  |
| 6.              | Снијег                                          | 3:41    |  |
| 7.              | Вријеме је                                      | 4:19    |  |
| 8.              | Све што имам (т: Антонија Шола; м: Срђан Симић) | 4:13    |  |
| 9.              | Који ти је сад                                  | 3:46    |  |
| 10.             | Спавај                                          | 4:26    |  |
| 11.             | Ружо моја                                       | 4:28    |  |
| 12.             | Бистра вода (руска верзија)                     | 3:04    |  |
| 13.             | Бистра вода (енглеска верзија)                  | 3:04    |  |
| 14.             | Изгледала је мало чудно (ЦД — Менарт)           | 3:52    |  |
| 15.             | Сама (ЦД — Менарт)                              | 3:46    |  |
| 16.             | Љубав није за нас (ЦД — Менарт)                 | 4:14    |  |
| 17.             | Све могу ја (ЦД — Менарт)                       | 3:52    |  |
| Укупно трајање: | Укупно трајање:                                 | 67:07   |  |

| №               | Назив | Трајање |  |
| 1.              | Кад полудимо (а: Алек Алексов, Александар Човић; т: Александар Човић; м: Александар Човић)                                         | 3:32    |  |
| 2.              | На Балкану (а: Алек Алексов, Александар Човић; т: Александар Човић; м: Александар Човић)                                           | 3:47    |  |
| 3.              | Ослободи ме (а: Алек Алексов, Александар Човић; т: Александар Човић; м: Александар Човић)                                          | 3:10    |  |
| 4.              | Проћи ће (а: Александар Човић, Амир Каралић; т: Александар Човић; м: Александар Човић, Амир Каралић)                               | 4:05    |  |
| 5.              | Птицо мала (а: Алек Алексов, Александар Човић; т: Александар Човић, Бојан Милићевић; м: Александар Човић; сг: Младен Војичић Тифа) | 3:16    |  |
| 6.              | Хвала богу (а: Алек Алексов, Александар Човић; т: Мики Перић; м: Александар Човић)                                                 | 4:47    |  |
| 7.              | Спавај (а: Алек Алексов, Александар Човић; т: Александар Човић, Мики Перић; м: Александар Човић)                                   | 3:20    |  |
| 8.              | Подстанари (а: Алек Алексов, Александар Човић; т: Александар Човић; м: Александар Човић)                                           | 3:17    |  |
| 9.              | Све што имам (а: Александар Човић; т: Александар Човић, Антонија Шола; м: Александар Човић)                                        | 3:44    |  |
| 10.             | На Ђурђевдан (а: Александар Човић; т: Мики Перић; м: Мики Перић)                                                                   | 3:50    |  |
| Укупно трајање: | Укупно трајање: | 36:48   |  |

| №               | Назив                            | Трајање |  |
| 1.              | За оне старе дане                | 3:48    |  |
| 2.              | Немој да ме дираш                | 3:45    |  |
| 3.              | У срцу Србије                    | 3:13    |  |
| 4.              | Куме                             | 3:20    |  |
| 5.              | Горе горе (т: Јелена Трифуновић) | 3:29    |  |
| 6.              | Водим те на једно мјесто         | 3:20    |  |
| 7.              | Године...                        | 3:26    |  |
| 8.              | Лавица бијела                    | 3:18    |  |
| 9.              | Зуб за зуб                       | 3:55    |  |
| 10.             | Ти си ми ту                      | 3:13    |  |
| 11.             | Како ти је кад те питају за мене | 3:37    |  |
| 12.             | Ти си мене                       | 3:46    |  |
| Укупно трајање: | Укупно трајање:                  | 42:10   |  |

| №               | Назив                                  | Трајање |  |
| 1.              | Немој да ме дираш                      | 3:55    |  |
| 2.              | Зуб за зуб                             | 3:11    |  |
| 3.              | Гори све под нама                      | 3:12    |  |
| 4.              | За оне старе дане (ремикс)             | 3:39    |  |
| 5.              | Горе горе                              | 3:29    |  |
| 6.              | Ти си ми ту                            | 3:12    |  |
| 7.              | Године                                 | 3:26    |  |
| 8.              | Како ти је кад те питају за мене       | 3:39    |  |
| 9.              | Лавице бијела                          | 3:18    |  |
| 10.             | Зуб за зуб (оригинална верзија)        | 3:57    |  |
| 11.             | Водим те на једно мјесто               | 3:20    |  |
| 12.             | Гори све под нама (ремикс)             | 3:35    |  |
| 13.             | Немој да ме дираш (оригинална верзија) | 3:45    |  |
| 14.             | За оне старе дане (оригинална верзија) | 3:48    |  |
| Укупно трајање: | Укупно трајање:                        | 49:26   |  |

#### Компилацијски албуми
| №               | Назив                                           | Трајање |  |
| 1.              | Љубав није за нас (А1)                          | 3:50    |  |
| 2.              | Медене цурице (А2)                              | 3:47    |  |
| 3.              | Изгледала је мало чудно (А3; н: Горан Бреговић) | 3:28    |  |
| 4.              | Понекад пожелим (А4)                            | 4:02    |  |
| 5.              | Не даш ми заборав (А5)                          | 4:40    |  |
| 6.              | Нико никада (Б1)                                | 3:35    |  |
| 7.              | Кад пожелиш (Б2)                                | 4:40    |  |
| 8.              | Заборави (Б3)                                   | 4:02    |  |
| 9.              | Пушимо (Б4)                                     | 2:20    |  |
| 10.             | Једино моје (Б5)                                | 2:50    |  |
| 11.             | Ружо моја (Б6)                                  | 4:01    |  |
| 12.             | Једино оно што имам да дам (ЦД — ПГП РТС)       | 4:03    |  |
| 13.             | Нисам више твој (ЦД — ПГП РТС)                  | 3:52    |  |
| 14.             | Ти знаш (ЦД — ПГП РТС)                          | 3:50    |  |
| 15.             | Грлица (ЦД — ПГП РТС)                           | 4:15    |  |
| Укупно трајање: | Укупно трајање:                                 | 57:15   |  |

| №               | Назив                      | Трајање |  |
| 1.              | Спавај                     | 3:45    |  |
| 2.              | Не питај ме                | 3:50    |  |
| 3.              | Као некад она              | 3:10    |  |
| 4.              | Љубав није за нас          | 3:50    |  |
| 5.              | Изгледала је мало чудно    | 3:28    |  |
| 6.              | Не даш ми заборав          | 4:40    |  |
| 7.              | Пушимо                     | 2:20    |  |
| 8.              | Нико никада                | 3:35    |  |
| 9.              | Једино моје                | 2:50    |  |
| 10.             | Заборави                   | 4:02    |  |
| 11.             | Ружо моја                  | 4:01    |  |
| 12.             | Медене цурице              | 3:47    |  |
| 13.             | Једино оно што имам да дам | 4:03    |  |
| 14.             | Нисам више твој            | 3:52    |  |
| 15.             | Ти знаш                    | 3:50    |  |
| 16.             | Грлица                     | 4:15    |  |
| Укупно трајање: | Укупно трајање:            | 59:18   |  |

#### Лајв албуми
| №               | Назив              | Трајање |  |
| 1.              | Медли              | 7:23    |  |
| 2.              | Љубав није за нас  | 4:13    |  |
| 3.              | Бјежи док сам млад | 5:29    |  |
| 4.              | Интро и Калимеро   | 5:09    |  |
| Укупно трајање: | Укупно трајање:    | 22:14   |  |

#### Битни албуми појединих чланова бивше групе (2000—2006)
| №               | Назив           | Трајање |  |
| 1.              | Мери            | 4:14    |  |
| 2.              | Плавка          | 2:37    |  |
| 3.              | Никоме          | 3:25    |  |
| 4.              | Мјесто за нас   | 4:26    |  |
| 5.              | Потпуно луда    | 3:45    |  |
| 6.              | Ејна            | 3:34    |  |
| 7.              | Габелина        | 3:24    |  |
| 8.              | Иди од мене     | 3:02    |  |
| 9.              | Нема је         | 3:29    |  |
| 10.             | Свијет          | 3:10    |  |
| 11.             | Мануела         | 3:48    |  |
| 12.             | Стари разлози   | 3:52    |  |
| Укупно трајање: | Укупно трајање: | 42:46   |  |

| №               | Назив                      | Трајање |  |
| 1.              | Једино моје                | 3:41    |  |
| 2.              | Лоше вријеме               | 3:28    |  |
| 3.              | Као ти као ја              | 4:28    |  |
| 4.              | Кораци                     | 3:24    |  |
| 5.              | Ништа ново                 | 3:33    |  |
| 6.              | Моја драга                 | 4:01    |  |
| 7.              | У пролазу (ремикс)         | 4:42    |  |
| 8.              | Пожелио сам те             | 3:42    |  |
| 9.              | Врдалама                   | 3:39    |  |
| 10.             | Вага                       | 3:17    |  |
| 11.             | У инат времену             | 3:29    |  |
| 12.             | У пролазу (Беовизија 2004) | 2:37    |  |
| Укупно трајање: | Укупно трајање:            | 44:01   |  |

| №               | Назив                      | Трајање |  |
| 1.              | Како вољети                | 3:38    |  |
| 2.              | Фолиранти                  | 3:41    |  |
| 3.              | Немојте питати за њу       | 4:20    |  |
| 4.              | Бумеранг                   | 3:43    |  |
| 5.              | А ти се смијеш             | 3:52    |  |
| 6.              | Само ти                    | 3:20    |  |
| 7.              | Желиш да шапнеш ми знаш... | 3:52    |  |
| 8.              | Зове те дан                | 4:07    |  |
| 9.              | Ништа не остаје            | 4:03    |  |
| 10.             | Град                       | 4:15    |  |
| 11.             | Вулкан                     | 3:03    |  |
| 12.             | Ко ми те узе               | 2:54    |  |
| 13.             | Гума главу чува            | 3:29    |  |
| Укупно трајање: | Укупно трајање:            | 48:17   |  |

### ЕП и синглови
| №               | Назив                                                                                        | Трајање |  |
| 1.              | Изгледала је мало чудно... (ремикс; а: Алек Алексов, Александар Човић; т, м: Горан Бреговић) | 3:52    |  |
| Укупно трајање: | Укупно трајање:                                                                              | 3:52    |  |

| №               | Назив                                    | Трајање |  |
| 1.              | Бистра вода (радијски едит)              | 3:04    |  |
| 2.              | Бистра вода (караоке верзија)            | 3:04    |  |
| 3.              | Бистра вода (интрументална верзија)      | 3:04    |  |
| 4.              | Бистра вода (енглеска верзија)           | 3:04    |  |
| 5.              | Бистра вода (руска верзија)              | 3:04    |  |
| 6.              | Бистра вода — Револуција (радијски микс) | 3:04    |  |
| Укупно трајање: | Укупно трајање:                          | 18:24   |  |

| №               | Назив           | Трајање |  |
| 1.              | Калимеро        | 3:19    |  |
| 2.              | Затупи, заглупи | 3:24    |  |
| Укупно трајање: | Укупно трајање: | 6:43    |  |

## Фестивали
Пјесма Медитерана, Будва:
- Ружо моја, '94
- Кораци (соло Александар Човић), 2003
- Заборави драга, 2005

МЕСАМ:
- Не могу ми помоћи, трећа награда фестивала, '95

Радијски фестивал, Србија:
- Ником те не дам, 2006

Евросонг:
- Бистра вода, 9. место, 2009

Славонија фест, CMC 200:
- Зуб за зуб, 2016

CMC фестивал, Водице:
- Ти си ми ту, 2019

Београдско пролеће:
- Није ме страх, специјална награда Накси радија, 2024